# Trinh Hi Vương hậu
Đây là một tên người Triều Tiên, họ là Yun.
Trinh Hi Vương hậu (chữ Hán:: 貞熹王后; Hangul: 정희왕후, 8 tháng 12, 1418 - 6 tháng 5, 1483), còn gọi Từ Thánh Đại phi (慈聖大妃), là chánh thất của Triều Tiên Thế Tổ, mẹ đẻ của Ý Kính Thế tử và Triều Tiên Duệ Tông và là tổ mẫu của Triều Tiên Thành Tông.
Sau khi Thế Tổ đại vương qua đời, bà trở thành Vương đại phi (王大妃) thay quyền nhiếp chính cho Duệ Tông đại vương. Và sau đó là Đại vương đại phi (大王大妃) nhiếp chính cho Triều Tiên Thành Tông. Trong lịch sử hơn 5 thế kỷ của vương triều Triều Tiên, bà là vị Đại vương đại phi đầu tiên, và cũng là hậu phi đầu tiên thực hiện Thùy liêm thính chánh (垂簾聽政)..

## Thân thế
Trinh Hi vương hậu sinh vào ngày 11 tháng 11 âm lịch (8 tháng 12 dương lịch), năm Triều Tiên Thái Tông thứ 18, nguyên quán Pha Bình, thuộc dòng dõi Pha Bình Doãn thị (坡平尹氏), một danh gia vọng tộc lúc bấy giờ. Cha bà là Pha Bình phủ viện quân Doãn Phan (坡平府院君尹璠), mẹ là Hưng Ninh phủ đại phu nhân Lý thị ở Nhân Xuyên (興寧府大夫人仁川李氏).
Anh trai bà là Doãn Sĩ Quân (尹士昀), là tằng tổ phụ của Đại thần Doãn Nhâm (尹任) và Chương Kính vương hậu, Kế phi của Triều Tiên Trung Tông và là mẹ của Triều Tiên Nhân Tông. Em trai bà là Doãn Sĩ Hân (尹士昕), chính là cao tổ phụ của Văn Định Vương hậu, mẹ của Triều Tiên Minh Tông.
Năm 1428, bà thành hôn với Tấn Bình đại quân Lý Nhu (李瑈), được ban phong hiệu Tam Hàn quốc đại phu nhân (三韓國大夫人). Về sau cải chế phân phong tước vị mệnh phụ, bà trở thành Nhạc Lãng phủ đại phu nhân (樂浪府大夫人).

## Trung điện
Năm 1455, chồng bà lên ngôi thay vua Triều Tiên Đoan Tông, trở thành Thế Tổ đại vương, Đại phu nhân Doãn thị được phong làm Vương phi (王妃). Khi ấy, Thế Tổ và Vương phi tình cảm sâu đậm, đối với việc Thế Tổ đoạt ngôi năm đó nhiều ý kiến cho rằng không thể thiếu vai trò của Doãn vương phi trong việc hậu cần và hiến kế, động viên.
Năm 1457, quần thần dân tôn hiệu Từ Thánh (慈聖), bấy giờ gọi là Từ Thánh vương phi (慈聖王妃), một biệt lệ chưa từng có vì đương thời Trung điện không thường có tôn hiệu. Cùng năm đó, con trai trưởng của bà là Thế tử Lý Chương (李暲) tạ thế, được truy thụy thành Ý Kính Thế tử (懿敬世子). Ngôi vị Thế tử truyền lại cho người con thứ của bà, Lý Hoảng (李晄). Bà còn có một con gái là Ý Thục công chúa (懿淑公主), hạ sinh vào năm 1442, là em gái của Ý Kính Thế tử và chị gái của Thế tử Lý Hoảng.

## Thùy liêm thính chánh
Năm 1468, Triều Tiên Thế Tổ mất, Thế tử Lý Hoảng kế vị, tức Triều Tiên Duệ Tông. Từ Thánh Vương phi được tôn làm Từ Thánh Vương đại phi (慈聖王大妃).
Năm 1469, Duệ Tông đại vương vốn có thể chất yếu đuối nên qua đời. Con trai của Duệ Tông là Tề An đại quân còn quá nhỏ, bà bèn chọn cháu đích tôn của mình, con trai của Ý Kính Thế tử tên là Lý Huyện (李娎), trở thành Triều Tiên Thành Tông. Đại phi Doãn thị được tôn làm Đại vương đại phi. Năm Thành Tông thứ 2 (1471), dâng tôn hiệu thành Từ Thánh Thần Hiến Đại vương đại phi (慈聖神憲大王大妃).
Khi đó, tân vương còn nhỏ để quản lý chính sự, quần thần kính thỉnh Đại vương đại phi buông rèm nghe chính sự, tức là Thùy liêm thính chánh (垂簾聽政). Nhưng cơ bản đại thần vẫn xử lý các việc nhỏ bình thường, còn khi cần dùng người hoặc quốc gia đại sự, Đại vương đại phi mới can thiệp ra mặt. Năm 1477, sau 7 năm chăm coi chính sự thì Đại vương đại phi Doãn thị trả quyền lực về cho Thành Tông.
Năm 1483, ngày 30 tháng 3, Đại vương đại phi Doãn thị qua đời ở Ôn Dương hành cung (溫陽行宮), hưởng thọ 66 tuổi. Bà được hợp táng ở Quang Lăng (光陵) cùng với Triều Tiên Thế Tổ.

## Hậu duệ
- Vương tử:

1. Ý Kính thế tử Lý Chương [懿敬世子李暲; 1438 – 2 tháng 9, 1457], cha của Triều Tiên Thành Tông, sau được con trai tôn xưng là Đức Tông Hoài Giản Đại vương (德宗懷簡大王).
2. Triều Tiên Duệ Tông Lý Hoảng [李晄]

- Vương nữ:

1. Ý Thục công chúa [懿淑公主; 1442 – 1477], kết hôn với Trịnh Hiển Tổ (鄭顯祖), con trai của Văn Thành công Trịnh Lân Chỉ (鄭麟趾).

## Thụy hiệu
- Từ Thánh Khâm Nhân Cảnh Đức Tuyên Liệt Minh Thuận Nguyên Thục Huy Thận Huệ Ý Thần Hiến Trinh Hi vương hậu
- 慈聖欽仁景德宣烈明順元淑徽慎惠懿神憲貞熹王后
- 자성흠인경덕선열명순원숙휘신혜의신헌정희왕후